# 王延鈞
王 延鈞（おう えんきん）は、十国閩の第3代君主で初代皇帝。太祖王審知の次男。廟号は恵宗。

## 生涯
天成元年12月8日（927年1月14日）、王審知の養子である王延稟と協力して政変を起こし、兄の嗣王王延翰を殺害して王位を奪った。即位後まもなく後唐より威武軍節度使・閩国王に封じられている。
王延鈞は仙術に心酔し、宝皇宮を建築して道士陳守元に与えている。また陳守元の言葉に従い帝号を欲し、長興3年（932年）に後唐に対し呉越王・尚書令に封じるよう求めたが、拒否されたため後唐との関係は断絶してしまう。
長興4年（933年）、王延鈞は帝号を称し、国号を大閩と改め、独自の元号として龍啓を建元、自らも王鏻と改名した。しかし恵宗は自国の国力を客観的に理解し、無謀な国政運営を行わなかったため、国内は比較的安定していた。
後宮関係では陳金鳳を寵愛していた。陳金鳳は王審知の婢女であり、容姿は美しいとは言いがたいが淫蕩な性格を有していたという。恵宗が晩年病を得ると、陳金鳳は部下の李可殷と私通するようになり、国人はこれを大いに恨んだと言う。永和元年（935年）、陳金鳳は立后されるが、恵宗の病状は更に悪化するに至り、次男の王継鵬と皇城使李倣は事前に陳后の勢力を排除すべく挙兵、李倣が宮廷内に入り恵宗を刺し、瀕死の重傷を負った恵宗は宮女の助けを借りて自害し、陳后勢力は一掃された。

## 宗室

### 后妃
- 明恵皇后 劉華（劉隠の次女、南漢の清遠公主）
- 廃后金氏
- 皇后 陳金鳳

### 男子
- 建王 王継厳 - 母は明恵皇后
- 康宗 王継鵬 - 母は明恵皇后
- 福王 王継韜 - 母は明恵皇后
- 臨海郡王 王継恭 - 母は明恵皇后
- 王継鎔 - 母は陳金鳳